# Episodi di Strike Back (ottava stagione)
L'ottava e ultima stagione della serie televisiva Strike Back, intitolata Strike Back: Vendetta, è stata trasmessa in prima visione sul canale britannico Sky One dal 25 febbraio al 28 aprile 2020, mentre negli Stati Uniti è stata trasmessa su Cinemax dal 14 febbraio al 17 aprile 2020.
In Italia la stagione è andata in onda in prima visione assoluta sul canale satellitare Sky Atlantic dal 4 agosto al 1º settembre 2020, in chiaro la stagione è stata trasmessa in prima visione su Rai 4 dal 12 novembre al 10 dicembre 2021.
| nº | Titolo originale | Prima TV UK      | Prima TV USA     | Prima TV Italia   |
| -- | ---------------- | ---------------- | ---------------- | ----------------- |
| 1  | Episode 1        | 25 febbraio 2020 | 14 febbraio 2020 | 4 agosto 2020     |
| 2  | Episode 2        | 3 marzo 2020     | 21 febbraio 2020 | 4 agosto 2020     |
| 3  | Episode 3        | 10 marzo 2020    | 28 febbraio 2020 | 11 agosto 2020    |
| 4  | Episode 4        | 17 marzo 2020    | 6 marzo 2020     | 11 agosto 2020    |
| 5  | Episode 5        | 24 marzo 2020    | 13 marzo 2020    | 18 agosto 2020    |
| 6  | Episode 6        | 31 marzo 2020    | 20 marzo 2020    | 18 agosto 2020    |
| 7  | Episode 7        | 7 aprile 2020    | 27 marzo 2020    | 25 agosto 2020    |
| 8  | Episode 8        | 14 aprile 2020   | 3 aprile 2020    | 25 agosto 2020    |
| 9  | Episode 9        | 21 aprile 2020   | 10 aprile 2020   | 1º settembre 2020 |
| 10 | Episode 10       | 28 aprile 2020   | 17 aprile 2020   | 1º settembre 2020 |